# Goldenes Kalb (Filmpreis)/Kulturpreis
Der Kulturpreis (Cultuurprijs) in Form des Goldenen Kalbs honoriert beim Niederländischen Filmfestival eine Person oder Einrichtung, die sich auf besondere Weise für die niederländische Filmkultur eingesetzt hat. Die Auszeichnung wurde erstmals bei der Premiere des Festivals im Jahr 1981 verliehen. Über die Vergabe des Preises entscheidet die Leitung des Festivals sobald diese dazu einen Anlass sieht.

## Preisträger
- 1981 J.G.J. Bosman
- 1982 Dan Ireland
- 1983 Bert Haanstra
- 1984 J.M.L. Peters
- 1985 Joris Ivens
- 1986 Anton Koolhaas
- 1987 Fons Rademakers
- 1988 Johan van der Keuken
- 1989 Ellen Waller
- 1990 Jos Stelling
- 1991 De Filmkrant
- 1992 Paul Verhoeven
- 1993 Jan Blokker
- 1994 Jan de Vaal
- 1995 Wim Verstappen
- 1996 Jeroen Krabbé
- 1997 Robbert Wijsmuller
- 1998 Geoffrey Donaldson
- 1999 Matthijs van Heijningen
- 2001 René Scholten
- 2002 Louis van Gasteren
- 2003 Jan Decleir
- 2005 Hans Kemna
- 2007 Robby Müller
- 2009 Doreen Boonekamp
- 2010 Rolf Orthel
- 2011 nicht verliehen
- 2012 Willeke van Ammelrooy
- 2013 Monique van Schendelen
- 2014 Burny Bos
- 2015: Sandra den Hamer
- 2016: Alex van Warmerdam und Marc van Warmerdam
- 2017: Gerard Soeteman
- 2018: Monique van de Ven
- 2019: Jac. Goderie